# Henriette Johanna Falck
Henriette Johanna Falck (* vor 1851 in Rendsburg; † nach 1864) war eine Übersetzerin.

## Wirken
Von 1851 bis 1864 war sie als Musik- und Sprachlehrerin tätig. Dabei hielt sie sich in Rendsburg, Hamburg, Oberschlesien und der Lausitz auf, kehrte aber 1864 nach Rendsburg zum Haus ihrer Eltern zurück. Falck übersetzte mehrere Werke aus dem Französischen ins Deutsche. Beispielsweise erschien ihre Übersetzung von Der Sklave von Fanny Reybaud 1862 in der Eisenbahn-Zeitung.